# Музей-институт Комитаса
Музей-институт Комитаса (арм. Կոմիտասի թանգարան-ինստիտուտ) — музей в Армении, расположенный в Ереване. Посвящён жизни и творчеству композитора Комитаса.

## История
Музей-институт Комитаса был основан указом правительства Армении от 24 июля 2014 года. Он был построен в парке Комитаса на месте дворца культуры. Здание музея было построено по проекту Артура Мещяна. Музей был официально открыт 29 января 2015 года. На его открытии присутствовали президент Армении Серж Саргсян, католикос Гарегин II и католикос Великого Дома Киликии Арам I.

## Экспозиция
Музей состоит из концертного зала, постоянных и временных выставочных залов, исследовательского центра, музыкальной студии, библиотеки и издательства. В нём выставлены личные вещи композитора и музыковеда Комитаса, проанализирована его жизнь и творчество, музыкальная и религиозная деятельность, а также исследования армянской фольклорной музыки.
Первое пожертвование было сделано католикосом Гарегином II в день открытия музея. Он подарил музею-институту перо Комитаса и чернильницу, которую композитор получил в подарок от поклонников в Баку в 1908 году после концерта.

### Залы музея
1. «Хронология» — биография Комитаса;
2. «Комитас и его современники» — взаимодействие и взаимовлияние Комитаса и других деятелей культуры;
3. «Мысль Комитаса» — личные вещи и документы Комитаса;
4. «Комитас и его исследования фольклора» — записи Комитаса, посвящённые музыкальному фольклору;
5. «Композитор Комитас» — авторские произведения Комитаса;
6. «Церковная музыка Комитаса» — произведения Комитаса в жанре духовной музыки;
7. «Речи Комитаса» — записи лекций, которые Комитас читал в Париже, Лозанне, Александрии, Тифлисе, Константинополе и других городах.
8. «После Комитаса» — воспоминания о Комитасе[3].

## Галерея

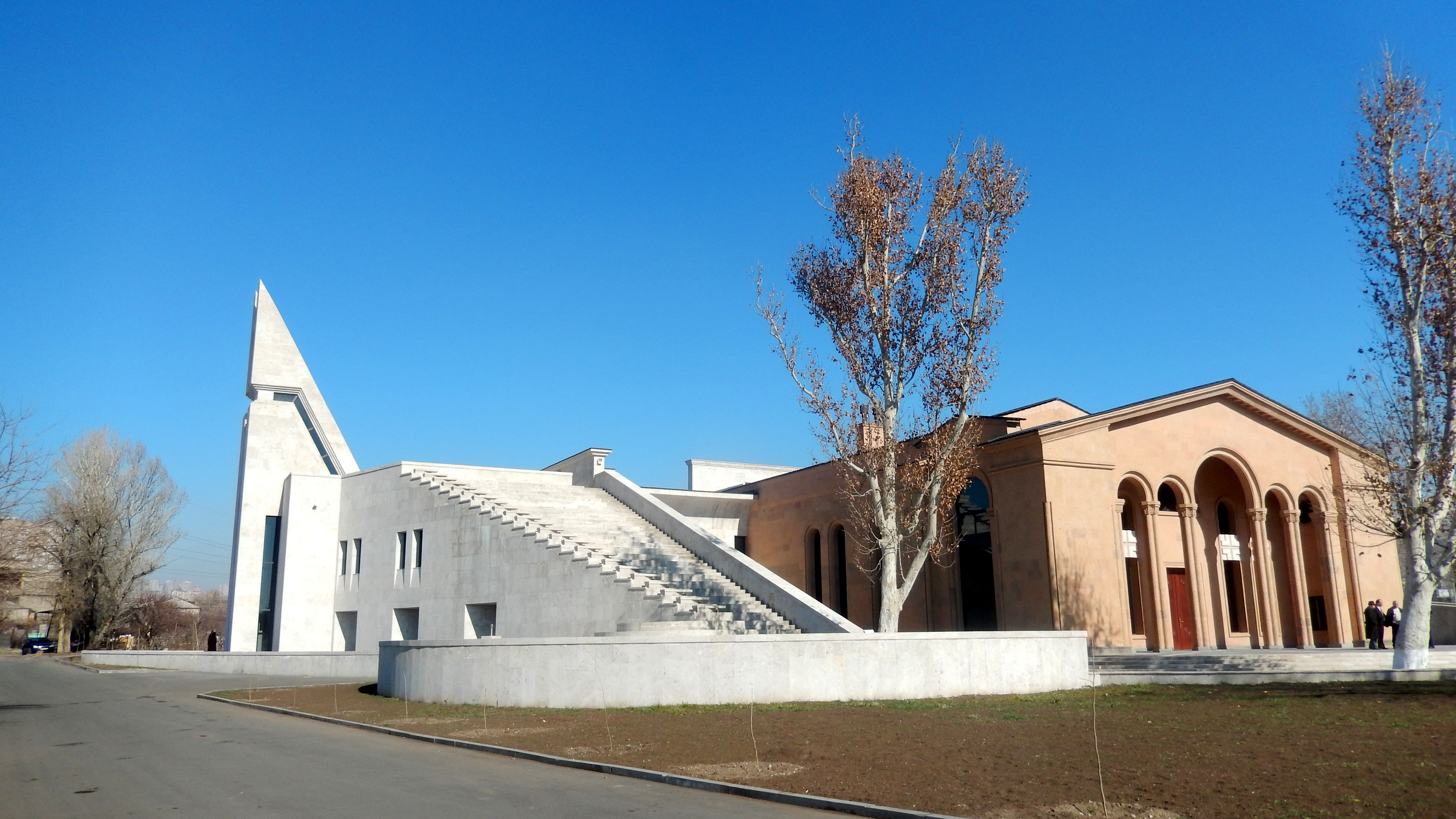
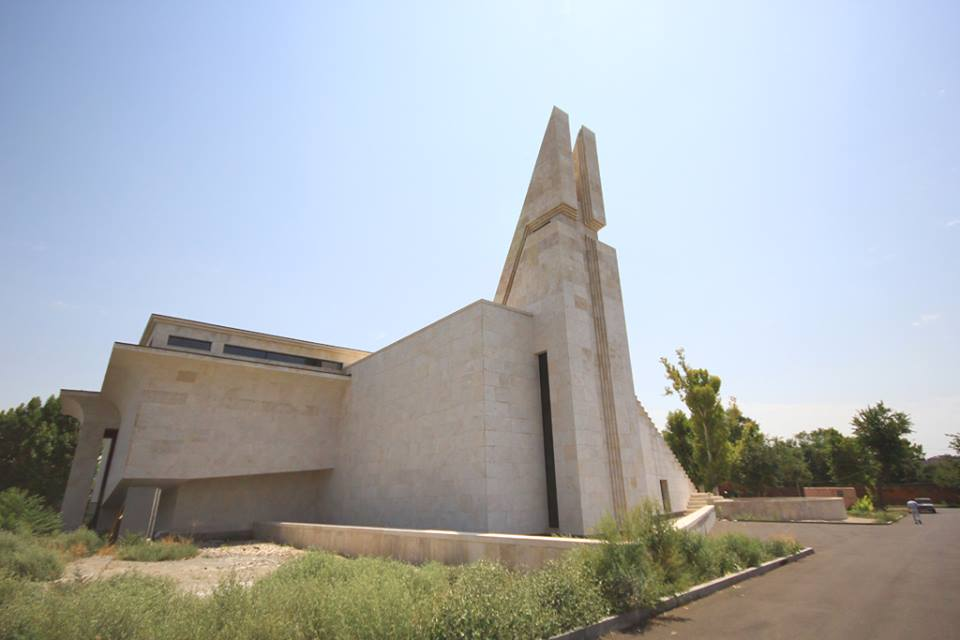
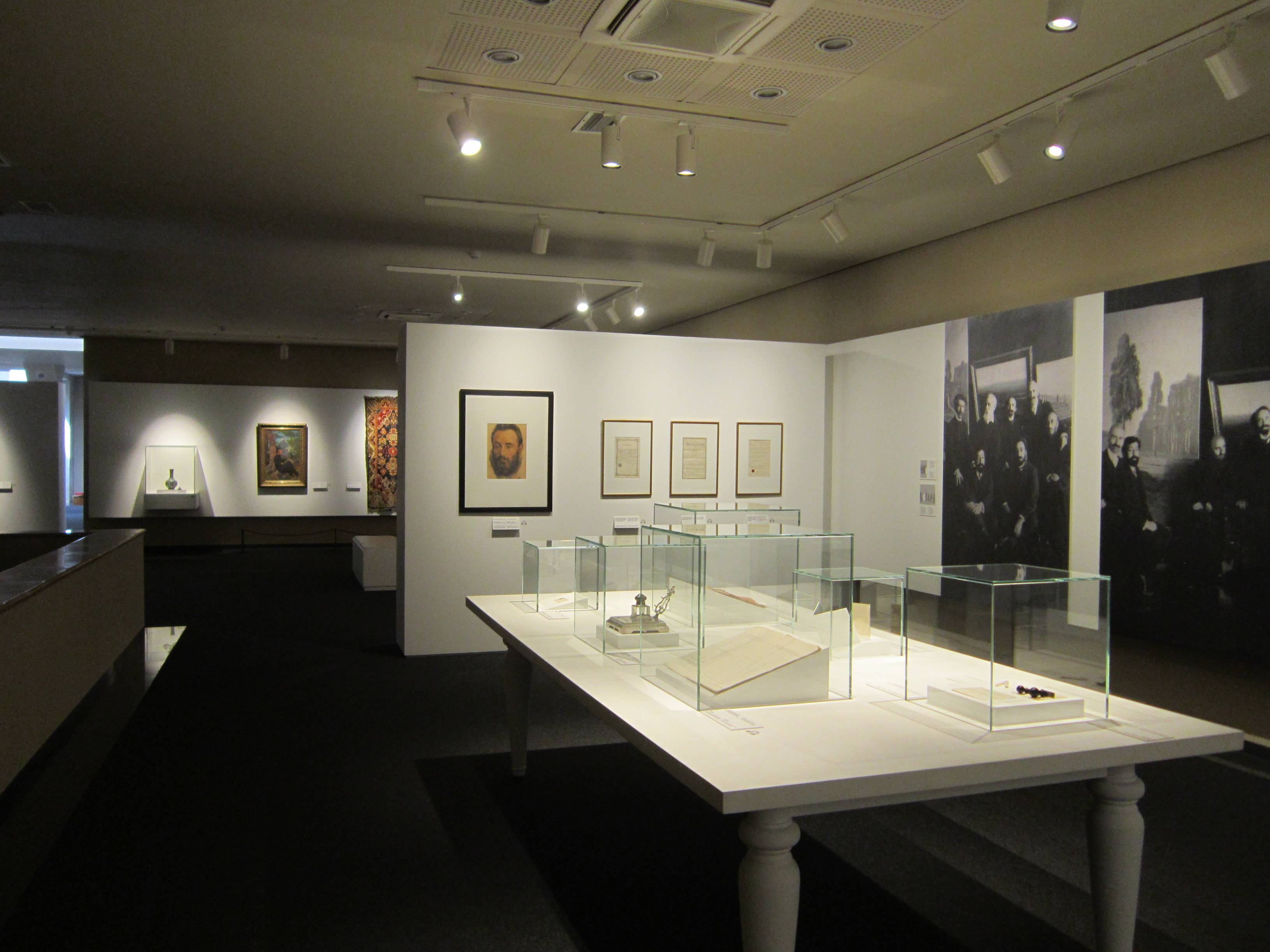
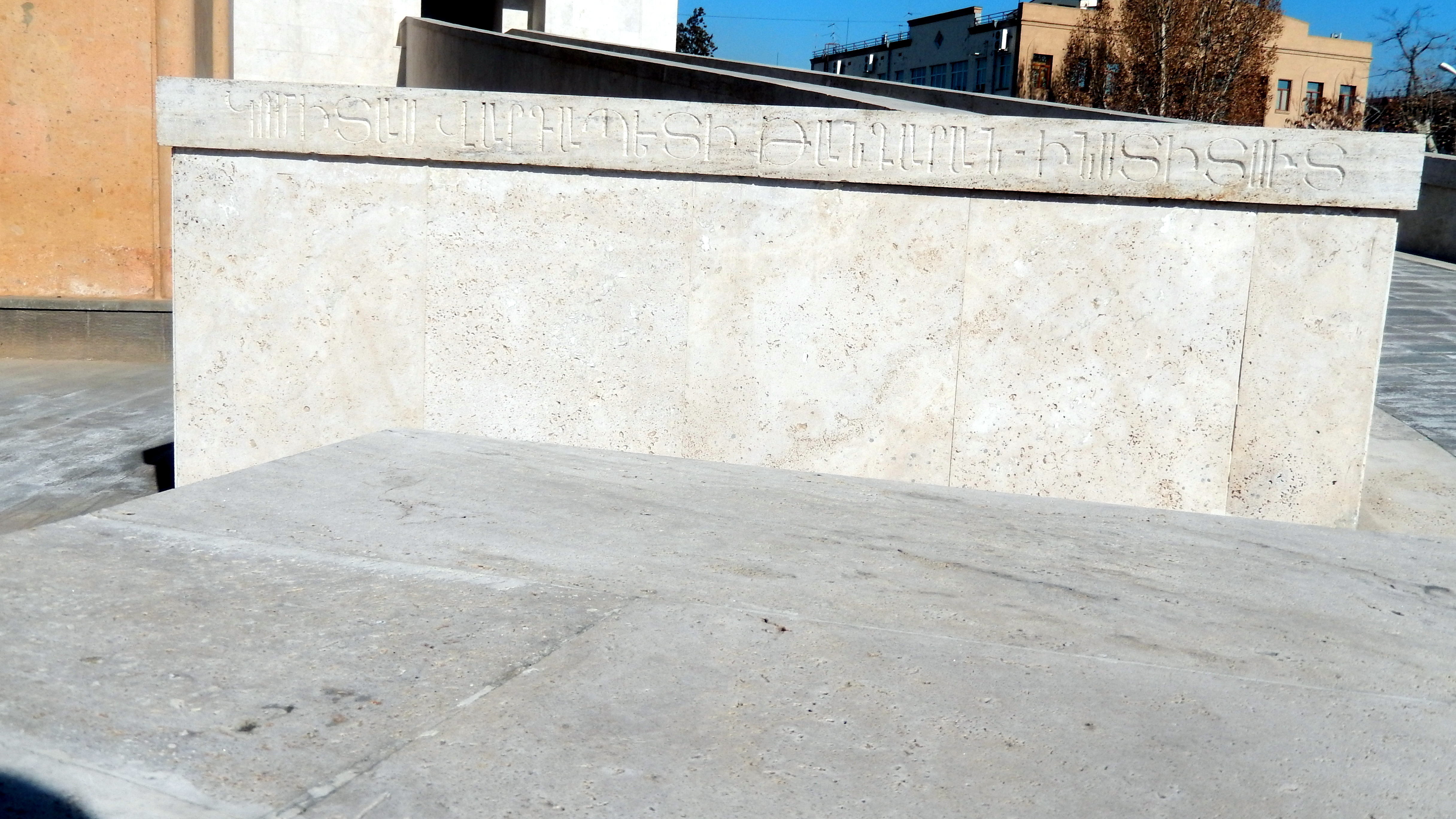
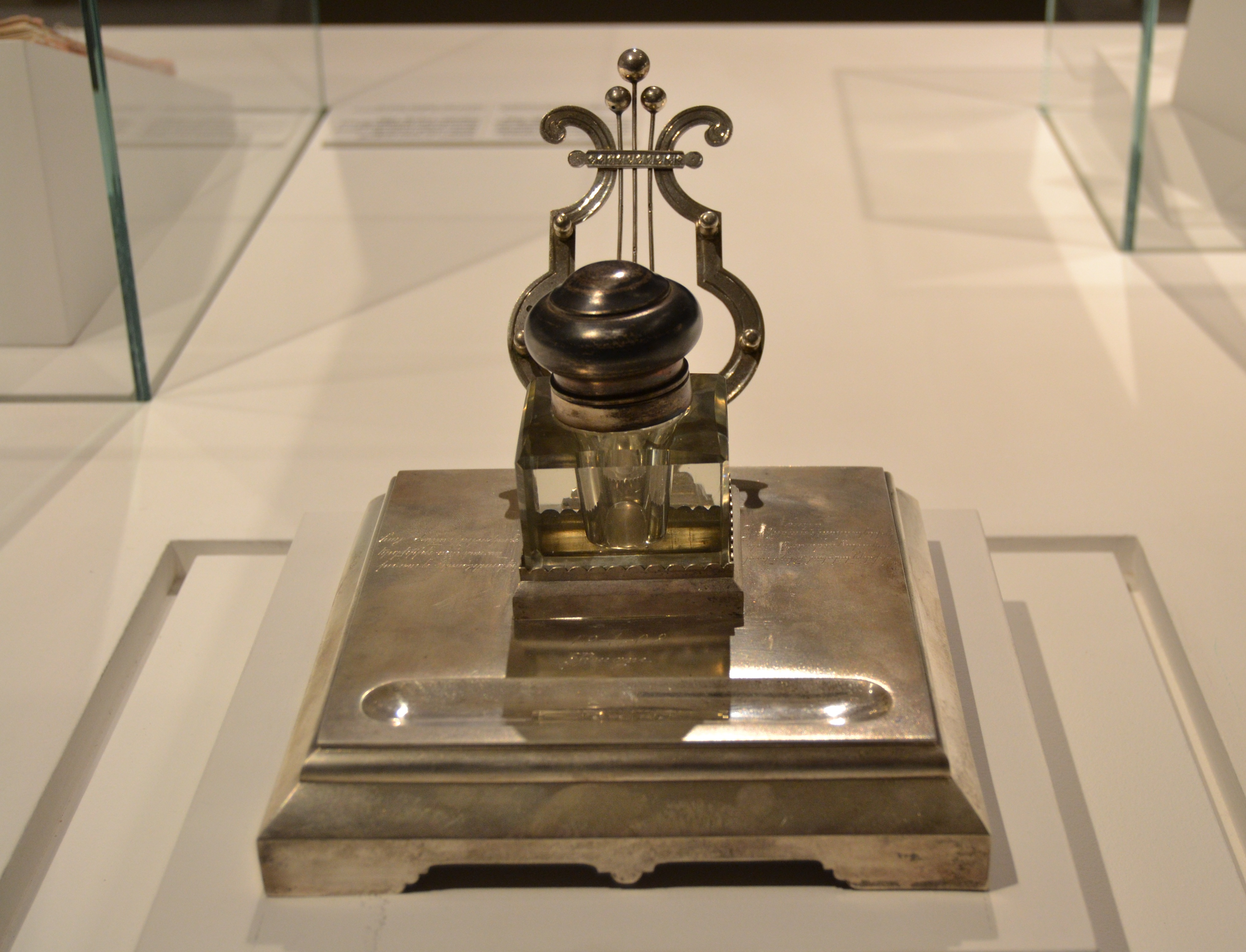